# Erikovci
Dynastie Erikovců (Erikska ätten) byl jeden ze dvou rodů, které vládly Švédsku mezi lety 1130 a 1250. Prvním králem z rodu, který uspěl v mocenském boji s konkurenčním rodem Sverkerovců, byl Erik IX. Švédský (Svatý). Pramáti rodu byla manželka Erika IX. Kristina Björnsdotter, vnučka krále Inge I.
V roce 1229 vznikl konflikt mezi Knutem II., možným vnukem Filipa, nejstaršího syna Erika IX., a Erikem XI. Knut Erika sesadil z trůnu, ale ten se na něj po Knutově smrti v roce 1234 vrátil a vládl až do roku 1250. Konflikt však ukončily až popravy dvou synů Knuta II. v letech 1248 a 1251. Erik XI. byl posledním panovníkem z dynastie Erikovců. Jeho nástupcem se stal jeho synovec, syn jeho sestry a jarla Birgera Valdemar I. Švédský.

## Králové z rodu Erikovců
- Erik IX. Švédský
- Knut I. Švédský
- Erik X. Švédský
- Erik XI. Švédský
- zřejmě Knut II.